# Siedliszcze (gemeente)
De gemeente Siedliszcze is een landgemeente in het Poolse woiwodschap Lublin, in powiat Chełmski.
De zetel van de gemeente is in Siedliszcze.
Op 30 juni 2004 telde de gemeente 7107 inwoners.

## Oppervlakte gegevens
In 2002 bedroeg de totale oppervlakte van gemeente Siedliszcze 153,9 km², waarvan:
- agrarisch gebied: 85%
- bossen: 3%

De gemeente beslaat 8,65% van de totale oppervlakte van de powiat.

## Demografie
Stand op 30 juni 2004:
| Omschrijving                   | Totaal | Totaal | Vrouwen | Vrouwen | Mannen | Mannen |
| ------------------------------ | ------ | ------ | ------- | ------- | ------ | ------ |
| eenheid                        | aantal | %      | aantal  | %       | aantal | %      |
| inwoners                       | 7107   | 100    | 3596    | 50,6    | 3511   | 49,4   |
| bevolkingsdichtheid (inw./km²) | 46,2   | 46,2   | 23,4    | 23,4    | 22,8   | 22,8   |

In 2002 bedroeg het gemiddelde inkomen per inwoner 1338,23 zł.

## Administratieve plaatsen (sołectwo)
Adolfin, Anusin, Bezek, Bezek-Kolonia, Bezek Dębiński, Brzeziny, Chojeniec, Chojeniec-Kolonia, Dobromyśl, Kamionka, Krowica, Kulik, Kulik-Kolonia, Lechówka, Lipówki, Majdan Zahorodyński, Marynin, Mogilnica, Nowe Chojno (sołectwa: Nowe Chojno I en Nowe Chojno II), Romanówka, Siedliszcze, Siedliszcze-Kolonia, Stare Chojno, Stasin Dolny, Wola Korybutowa Pierwsza, Wola Korybutowa Druga, Wola Korybutowa-Kolonia.
Zonder de status sołectwo : Gliny, Jankowice, Janowica, Julianów, Wojciechów, Zabitek

## Aangrenzende gemeenten
Chełm, Cyców, Milejów, Puchaczów, Rejowiec Fabryczny, Trawniki, Wierzbica